# Telavi Open 2011
Il Telavi Open 2011 è stato un torneo professionistico di tennis femminile giocato sulla terra rossa. È stata la 4ª edizione del torneo, che fa parte dell'ITF Women's Circuit nell'ambito dell'ITF Women's Circuit 2011. Si è giocato a Telavi in Georgia dal 26 settembre al 2 ottobre 2011.

## Partecipanti

### Teste di serie
| Nazionalità | Giocatrice             | Ranking* | Testa di serie |
| ----------- | ---------------------- | -------- | -------------- |
| Romania     | Alexandra Cadanțu      | 113      | 1              |
| Russia      | Anastasija Pivovarova  | 128      | 2              |
| Ucraina     | Lesja Curenko          | 134      | 3              |
| Russia      | Aleksandra Panova      | 141      | 4              |
| Romania     | Mihaela Buzărnescu     | 157      | 5              |
| Georgia     | Margalita Chakhnašvili | 175      | 6              |
| Romania     | Elena Bogdan           | 177      | 7              |
| Italia      | Corinna Dentoni        | 193      | 8              |

- Ranking al 19 settembre 2011.

### Altre partecipanti
Giocatrici che hanno ricevuto una wild card:
- Ekaterine Gorgodze
- Olga Ianchuk
- Tatia Mikadze
- Elina Svitolina

Giocatrici che sono passate dalle qualificazioni:
- Alexandra Artamonova
- Anastasia Grymalska
- Elizaveta Ianchuk
- Andrea Koch-Benvenuto

## Campionesse

### Singolare
Aleksandra Panova ha battuto in finale  Alexandra Cadanțu con il punteggio di 4–6, 6–1, 6–1

### Doppio
Elena Bogdan /  Mihaela Buzărnescu hanno battuto in finale  Ekaterine Gorgodze /  Anastasia Grymalska con il punteggio di 1–6, 6–1, [10–3]